# Convair B-36 Peacemaker
Convair B-36 Peacemaker – amerykański ciężki samolot bombowy dalekiego zasięgu, zdolny do przenoszenia bomb jądrowych.

## Historia

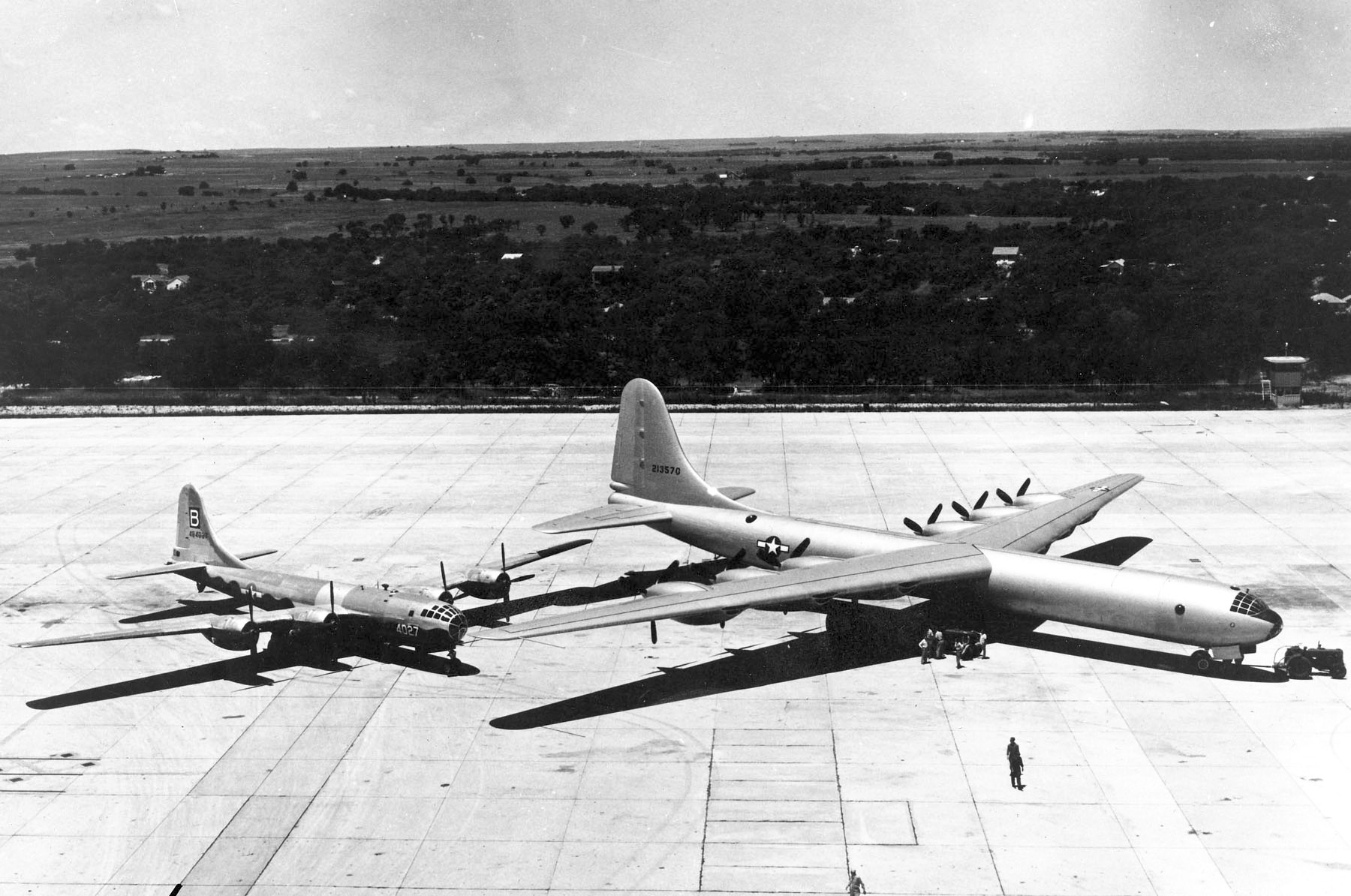
B-36 obok B-29

Prototyp oblatano 8 sierpnia 1946 roku. Pierwsze seryjne egzemplarze trafiły do SAC (Strategic Air Command – Dowództwo Lotnictwa Strategicznego) w roku 1948. Początkowe problemy i olbrzymia jak na owe czasy cena (3,6 miliona USD) nie pozwoliły na wprowadzenie ich do służby przed rokiem 1951. Rola tych maszyn była dużo mniejsza niż pierwotnie zakładano. Wiązało się to z przyjętym układem napędowym (zasadniczy napęd stanowiły silniki gwiazdowe), co ograniczało osiąganą prędkość oraz pułap bombowca, dlatego w późniejszych wersjach zamontowano dodatkowo 4 silniki turboodrzutowe mające wyeliminować te wady. Produkcja B-36 zakończyła się w 1954 roku – zmontowano ogółem 388 egzemplarzy. Do końca roku 1959 wszystkie B-36 zostały zastąpione przez nowocześniejszy odrzutowy bombowiec Boeing B-52 Stratofortress.
W B-36 zastosowano rozwiązania znane z B-29 takie jak np. sterowane elektrycznie wieżyczki z uzbrojeniem strzeleckim, ciśnieniowy kadłub umożliwiający lot na dużych pułapach bez masek tlenowych oraz tunel do przemieszczania się załogi w nieciśnieniowych częściach maszyny. Kadłub wersji bombowych podzielony był na 6 części: część dziobową (ciśnieniową, z miejscami dla pilota, drugiego pilota, dwóch inżynierów pokładowych, bombardiera/nawigatora oraz operatora radia), część zawierającą wieżyczki przednie (nieciśnieniową), komorę bombową (nieciśnieniową), część zawierająca wieżyczki tylne (nieciśnieniową), tylną część załogową (ciśnieniową, mieszczącą łóżka do odpoczynku dla załogi, strzelców/obserwatorów, operatora ogonowej wieżyczki, operatorów systemów zagłuszających radary oraz toaletę), część ogonową (nieciśnieniową). Wersje szpiegowskie miały dodatkowy ciśnieniowy przedział z aparatami fotograficznymi pomiędzy częścią zawierającą przednie wieżyczki a komorą bombową. Aby załoga mogła przemieszczać się pomiędzy nieciśnieniowymi częściami maszyny nie powodując dekompresji, zastosowano wąski tunel, w którym na desce przypominającej deskorolkę kładł się na plecach członek załogi, po czym używając poręczy umieszczonych w suficie tunelu odpychał się rękami, aby się przemieścić. Rozwiązanie to wyeliminowało wadę powolnego czołgania się w tunelu tak jak w B-29. Przedni przedział ciśnieniowy był piętrowy, na górze z przodu siedzieli piloci (dowódca oraz drugi pilot), za nimi było stanowisko inżynierów pokładowych (siedzieli oni tyłem do kierunku lotu, mając dobry widok na silniki). Na dole z przodu były stanowiska bombardiera/nawigatora, a na dole z tyłu było stanowisko operatora radia. Wersja eksperymentalna z reaktorem na pokładzie (NB-35H) posiadała dodatkowo panele dla dwóch inżynierów nuklearnych.
Uzbrojenie obronne stanowiły wieżyczki (po 2 działka 20 mm każda) które były chowane w kadłubie dla zmniejszenia oporów aerodynamicznych. Wieżyczki były zdalnie sterowane z ciśnieniowych przedziałów załogi. Wieżyczka ogonowa również była zdalnie sterowana, a operator siedział w tylnym przedziale ciśnieniowym razem z resztą załogi (nie było osobnego przedziału dla strzelca tylnego jak w B-29). Operator tylnej wieżyczki miał osobną konsolę i do celowania wykorzystywał specjalny radar, umieszczony na ogonie.
1 września 1952 większość samolotów 7. i 11. Skrzydła Bombowego zostało uszkodzonych przez tornado w bazie Carswell w Teksasie. 10 samolotów naprawiono w ciągu dwóch tygodni, dalsze 51 do początku października, a resztę – poza jednym skasowanym (nr 49-2051) – do maja 1953 roku. Jeden z uszkodzonych samolotów (51-5712) został przebudowany na doświadczalny samolot wykorzystywany do prób z pokładowym reaktorem atomowym NB-36H. Nie był to samolot z napędem jądrowym. Testowano m.in. osłony chroniące załogę przed promieniowaniem.